# Rudolph Bergs Gade
Rudolph Berghs Gade er en ca. 300 m lang gade, beliggende på Østerbro mellem Borthigsgade og Haraldsgade. Kvarteret kaldes også for Lyngbyvejskvarteret.

## Gadens historie
Den er opkaldt efter Ludvig Sophus Rudolph Bergh (1824-1909), der var hudlæge og overlæge, sidst på Vestre Hospital, der i 1910 blev opkaldt efter ham. Rudolph Berg var specialist i kønssygdomme, og kendt for at have haft et for sin samtid særligt humant syn på prostituerede.
Der er ikke sket så forfærdelig meget siden opførslen i 1920'erne, der er stadig lave huse med hvidt stakit foran på begge sider af vejen. Nu er der bare kommet en hel del biler til, og der er en elegant løsning på de plads- og parkeringsproblemer den smalle gade giver. Der er plantet træer der markerer til hvilken side man må holde til, hvilket er betragteligt pænere end en masse ensrettet-skilte.
Husene er tegnet over samme skabelon, men bemærk at hjørnehusene altid er helt i røde mursten, mens dem i midten har en grå overdel. Der er også forskellige former for udsmykning.

## Nævneværdige bygninger i gaden
Til trods for at husene er tegnet af samme arkitekt, Christen Larsen (1857-1930) og tydeligvis efter samme skabelon, fremstår bygningerne ret forskelligt med masser af små finurlige detaljer.
På nr. 62 står der fx 1926 på det lille spidse tagudhæng over hoveddøren. Den form for overdækning ses ikke så tit i Danmark, men lidt hyppigere i de engelske rækkehuse.
Nr. 44 gemmer sig bag et brunligt flethegn, hvilket stikker lidt ud i forhold til de hvide stakitter der ellers præger gadens haver.
Bemærk afslutningen mod Haraldsgade. Det er en lidt sjov vinkel arkitekten har valgt at ’skære’ husene af med, og det viser at selv byggeriet er flot, så var der også tænkt på omkostningerne: Røde, flotte og dyre mursten ud til gaden. Gule billigere mursten, der til gengæld ikke ældes så smukt, ud til gården.
I 1930 boede overkorttegner H.P. Simonsen i nr. 55.
I 1955 var der en købmand, Mary Julie Nielsen, i nr. 1. I nr. 7 boede civilingeniør Kai Løvstrøm og var redaktør for bladet ”Lys paa Vejen”, som var et månedstidsskrift til undervisning og hjælp for Guds Børn. Det udkom fra 1925 til 1969. I nr. 20 boede frimærkehandler H.V. Jensen.